# Paranthrax rufiventris
Paranthrax rufiventris är en tvåvingeart som först beskrevs av Blanchard 1852.  Paranthrax rufiventris ingår i släktet Paranthrax och familjen svävflugor. Inga underarter finns listade i Catalogue of Life.